# Лешек Белый
Ле́шек Бе́лый (пол. Leszek Biały; ок. 1184/85 — 24 ноября 1227) — князь-принцепс Польши в 1194–1198, 1199, 1206–1210 годах и с 1211 года, князь сандомирский с 1194 года и мазовецкий в 1194–1200 годах.

## Биография

### Детство и первое княжение в Кракове
Четвертый и старший выживший сын князя-принцепса Польши Казимира II Справедливого и Елены Зноемской, представитель династии Пястов.
Когда Казимир II умер 5 мая 1194 года, Лешеку было всего девять или десять лет. Он был объявлен новым князям-принцепсом Польши и владельцем Сеньориального удела. Также Лешек вместе с братом Конрадом унаследовал от отца   Сандомирское и Мазовецкое княжества. Регентом при Лешеке и его брате стала их мать Елена при помощи краковского воеводы Миколая Грифиты и краковского епископа Фулько.
Положение Лешека Белого на краковском троне было непрочным. Главным его соперником был дядя, Мешко III Старый, ранее уже владевший Краковом и изгнанный из столицы отцом Лешека. Не получив трон мирным путем, Мешко III решил завоевать его. Решающее сражение произошло 13 сентября 1195 года на реке Мозгаве. В кровопролитной битве на стороне Казимировичей выступил их двоюродный брат, волынский князь Роман Мстиславич (сын сестры Мешко и Казимира, Агнешки). В ходе сражения были серьёзно ранены оба главных противника, Роман и Мешко, а старший сын последнего, Болеслав Куявский, был убит. Сражение не принесло решающего успеха ни одной из сторон, однако помощь Романа всё-таки помогла Казимировичам избежать разгрома и отразить притязания дяди на Краков.
Победа в битве при Мозгаве позволил Лешеку (или, точнее, его регентам) сохранять власть в течение следующих трех лет. Однако в 1198 году Мешко III достиг соглашения с Еленой Зноемской: от имени своего старшего сына вдовствующая княгиня и регент официально отказалась от контроля над Краковом в обмен на признание его прав на Малую Польшу и Мазовию и передачу Куявии сыновьям Казимира. Мешко III вернулся на краковский трон и на этот раз (с коротким перерывом в 1199 году) сохранил контроль над Краковом вплоть до своей смерти 13 марта 1202 года.

### Возвращение на великокняжеский трон
Несколькими годами ранее (около 1200 года) Лешек и Конрад достигли совершеннолетия и решили разделить свои владения. Конрад получил Мазовию и Куявию, в то время как Лешек сохранил за собой только Сандомир, вероятно, в надежде в скором времени отвоевать Сеньориальный удел и прилегающие серадзские и ленчицкие земли.
После смерти Мешко III было предложено восстановить Лешека на троне. Его бывший союзник Миколай Грифита, опасаясь потери своего политического влияния, потребовал отстранения ближайшего соратника Лешека, сандомирского воеводы Говорека. Говорек был готов отступить, чтобы заполучить Краков для своего господина, но Лешек, не желая отказываться от своего самого верного сторонника, решительно отклонил это требование. Не достигнув соглашения с Лешеком, Миколай Грифита пригласил на княжение в Краков младшего и единственного оставшегося в живых сына Мешко III, Владислава III Тонконогого.
Неизвестно, как долго Владислав III правил Краковом. По мнению одних историков, его правление закончилось через несколько месяцев после смерти отца, осенью 1202 года; по более принятой версии, оно продолжалось до 1206 года. В любом случае, через некоторое время после смерти Миколая Грифиты (также в 1202 году) краковская знать пригласила Лешека вновь занять трон князя-принцепса без каких-либо условий.
В 1207 году Лешек Белый передал свои владения в вассальную зависимость от папы римского, в то время Иннокентия III. Это явно ставило Польшу в лагерь пропапских территорий, оппозиционных власти императора Священной Римской империи. После этого Лешек тесно сотрудничал с архиепископом Генрихом Кетличем в осуществлении реформ Иннокентия III.

### Вмешательства в дела Киевской Руси
В первые годы своего правления интересы Лешека были в основном обращены к Киевской Руси. В 1199 году он помог своему двоюродному брату князю Роману Волынскому отвоевать Галицкое княжество, вероятно, в благодарность за помощь Романа в борьбе против Мешко III при Мозгаве в 1195 году. Однако этот союз неожиданно закончился в 1205 году, когда Роман решил поддержать усилия Владислава III Тонконогого по возвращению Сеньориального удела (что подтверждает теорию о том, что Владислав III был изгнан из Кракова в 1202 году). Затем Роман по неизвестным причинам вторгся во владения Лешека и Конрада (хотя историки полагают, что это было связано с интригами Владислава III), углубившись на их территорию. Две стороны сошлись в битве при Завихосте 14 октября 1205 года, где Роман потерпел поражение и был убит. Польские источники описывают сражение как грандиозное событие, в то время русские историки (начиная с Карамзина Н. М. и Соловьёва С. М.) таковой ее не считают; при этом Соловьёв С. М. говорит о нападении из засады.
Затем Лешек и Конрад оказались вовлечены в конфликт, связанный с наследованием владений Романа, который еще больше осложнился вмешательством венгерского короля Андраша II, который поддержал права вдовы и детей Романа. Лешек и его брат первоначально поддерживали коалицию князей Рюриковичей, которые хотели изгнать детей Романа из Владимира-Волынского и Галича. Однако через некоторое время, чтобы избежать войны с Венгрией, они решили подписать договор. В 1206 году Лешек встретился с Андрашем II на Волыни, и впоследствии влияние венгерских правителей в Галицко-Волынском княжестве было преобладающим.

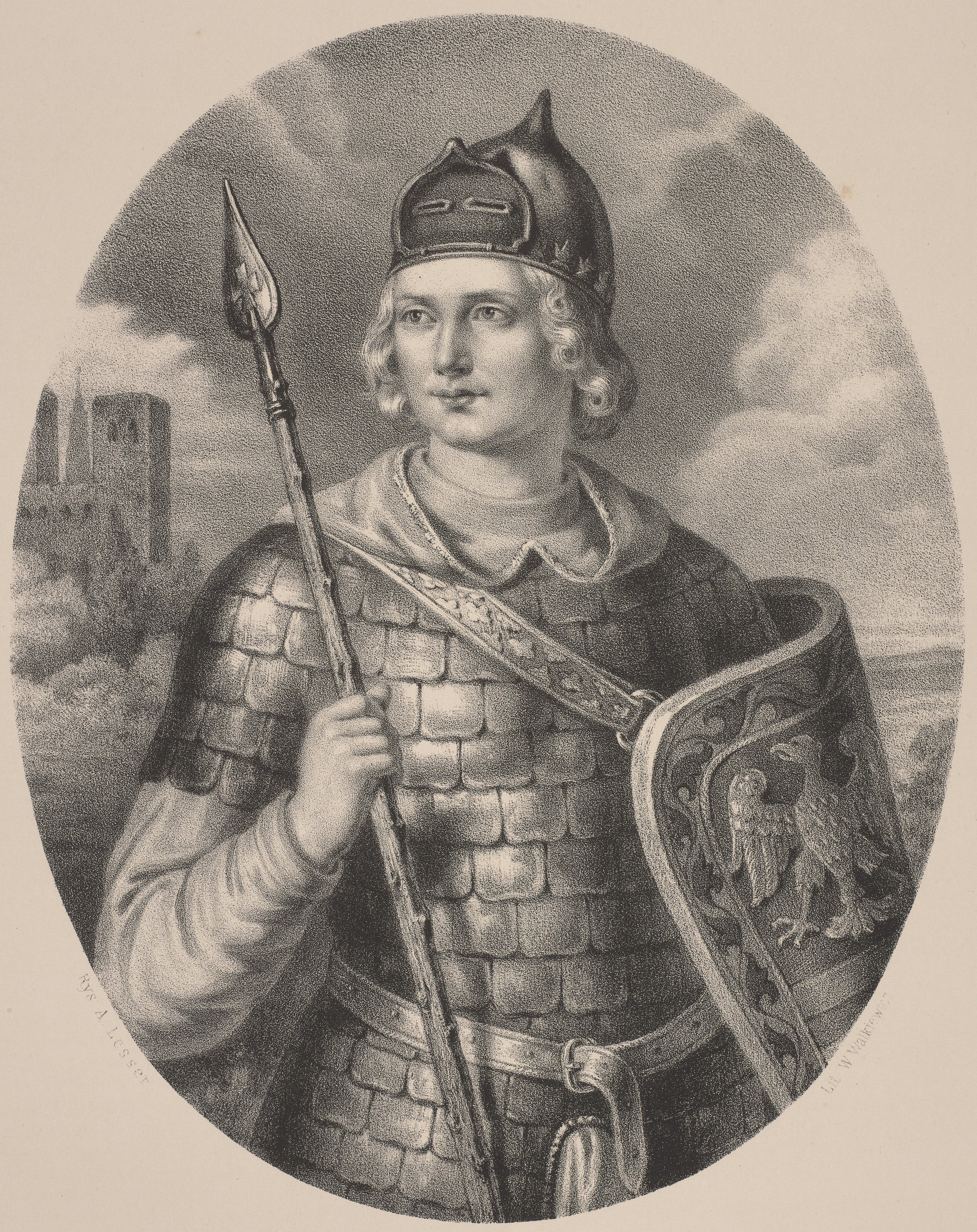
Портрет Лешека Белого из серии черно-белых портретов правителей Польши Александра Лессера

Вскоре, однако, из-за интриг галицких бояр вдова Романа Анна и ее младший сын Василько бежали в Польшу, где нашли убежище при дворе Лешека; ее старший сын Даниил ранее был отправлен ко двору Андраша II. Во время пребывания в Польше Анна и Василько получили от Лешека в управление город Белз с окрестностями.
Еще одним подтверждением активной участия в политической жизни Киевской Руси стали браки Лешека и Конрада с княжнами из рода Рюриковичей. Лешек женился на Гремиславе, дочери Ингваря Ярославича, князя луцкого и великого князя киевского , либо Александра Всеволодовича белзского, либо Ярослава Владимировича. Конрад  женился на Агафье, дочери князя Волынского Святослава Игоревича .
В 1210 году Андраш II решил заменить правящего князя Владимира-Волынского старшим сыном Романа Даниилом и направил туда свои войска. Ожидаемого польско-венгерского противостояния не произошло, потому что Лешек был вынужден вернуть свою армию, так как в это время Мешко Плясоногий захватил Краков. Как только ситуация в Малой Польше была урегулирована, Лешек вернулся в 1212 году в Галицко-Волынское княжество. В результате активных военных действий он захватил несколько приграничных городов, но в 1213 году ему не удалось предотвратить захват Галича боярином Владиславом. В 1214 году, желая урегулировать сложные отношения с Венгрией, Лешек под давлением краковской аристократии решил заключить мирный договор в Спише. Согласно этому договору, управление Галицко-Волынским княжеством передавалось второму сыну Андраша II Коломану, который должен был жениться на старшей дочери Лешека Саломее. Этот договор также дал Лешеку территориальные приобретения в Киевской Руси (Перемышль и Любачув).
Союз с Венгрией, однако, продлился недолго, потому что до конца года Лешек решил поддержать реставрацию Даниила Романовича в Галиче, когда стало ясно, что местная знать не смирилась с правлением князя Коломана. Двусмысленная политика Лешека Белого дорого обошлась ему в 1215 году, когда венгры, недовольные отсутствием помощи в обеспечении правления Коломана, разорвали союз. Как только ситуация в Киевской Руси успокоилась, венгры послали армию против Лешека в отместку за поддержку Даниила; во время этой кампании Лешек потерял Перемышль и Любачув. Эта неудача вынудила Лешека пересмотреть свой предыдущий союз с Андрашем II Венгерским. На этот раз договор между ними был скреплен официальным браком между их детьми Коломаном и Саломеей.
Экспедиция под командованием Андраша II и Лешека была окончательно организована в конце 1219 года. Она увенчалась успехом, Галич был завоеван, а Коломан и Саломея были официально провозглашены его правителями. Однако, уже в 1221 году Даниил Романович и новгородский князь Мстислав Мстиславич Удатный предприняли ответный совместный поход на Галич, который закончился заключением Коломана и Саломеи в тюрьму и провозглашением Мстислава князем Галичским.
Желая освободить сына, Андраш II был вынужден вступить в переговоры с Мстиславом, и между ними возник неожиданный союз относительно наследования Галича. Было решено, что после смерти Мстислава Галич унаследует младший сын Андраша II Андраш, который женится на дочери Мстислава Марии. Это привело к дальнейшему изменению политической ситуации, поскольку Лешек и Даниил Романович объединились против них. Мстислав предпринял поход против Лешека в 1225 году с помощью половецкого хана Котяна. Эта война, как и предыдущие, закончилась без ясного исхода, несмотря на временные успехи. Более того, это привело к еще одной смене союзов в 1227 году, когда Лешек объединился с Венгрией против Даниила. Эти события стали последним вмешательством Лешека в затянувшийся конфликт в Киевской Руси.

### Захват Кракова Мешко Плясоногим
Спокойное правление Лешека в Кракове после изгнания Владислава III Тонконогого было прервано появлением 9 июня 1210 года буллы папы Иннокентия III, в которой Святой Престол потребовал восстановления всех наследственных прав силезской ветви дома Пястов, а также отлучил от церкви правящего князя-принцепса Лешека Белого. Эта булла была издана по просьбе анонимного князя силезского, которым мог быть только Генрих I Бородатый, потому что второй из силезских князей Мешко Плясоногий использовал титул князя Опольско-ратиборского. Папская булла стала полной неожиданностью для Лешека и поддерживавшей его местной церковной иерархии, тем более что обе противоборствующие в Малой Польше партии пришли к согласию в выборе летописца Винцентия Кадлубека преемником умершего епископа Краковского Фулько. Ситуация стала довольно запутанной, поскольку не было ясности, кто обладает реальной властью.
Для решения этого сложного вопроса архиепископ Гнезно Генрих Кетлич  решил созвать в июле 1210 года съезд в Боржикове. Помимо церковных иерархов, в съезде приняли участие почти все князья дома Пястов. Лешек, желая вернуть себе поддержку церкви, даровал духовенству большие привилегии, которые обеспечивали целостность территориальных владений епископов. Мешко I Плясоногий не присутствовал на встрече; с армией и благодаря поддержке влиятельной семьи Грифичей он смог войти в Краков и легко взял Вавельский замок. Архиепископ Кетлич не собирался мириться с существующей ситуацией и отправился в Рим добиваться отзыва судьбоносной буллы. Его действия оказались успешными, и когда в мае 1211 года Мешко I Плясоногий умер, Лешек Белый смог вернуться на краковский трон.

### Христианизация Пруссии
Другим важным направлением политики Лешека было управление Померелией и христианизация Пруссии. Уже в 1212 году Лешек и его брат Конрад встретились в Монкольно с князем Мстивоем I Померельским с целью организации христианской миссии в Пруссию, которая началась только четыре года спустя, но безрезультатно.
Однако идея христианизации не угасла. Вскоре ею заинтересовался Генрих I Бородатый, а затем Владислав III Тонконогий. В 1218 году Лешек встретился с Генрихом I и Владиславом III в Садовеле, где три князя заключили союз. Годом ранее Лешек и Владислав Тонконогий заключили договор о взаимном наследовании; этот договор давал Лешеку право на владение Великой Польши после смерти Владислава III и фактически лишал наследства его племянника Владислава Одонича. Вскоре о намерении присоединиться к походу против пруссов также заявили брат Лешека Конрад I Мазовецкий и сын Мстивоя I Святополк II Померельский. Однако вскоре стало ясно, что участие Святополка в этом проекте было лишь прикрытием, поскольку его главной целью было восстановление политической независимости своего княжества.

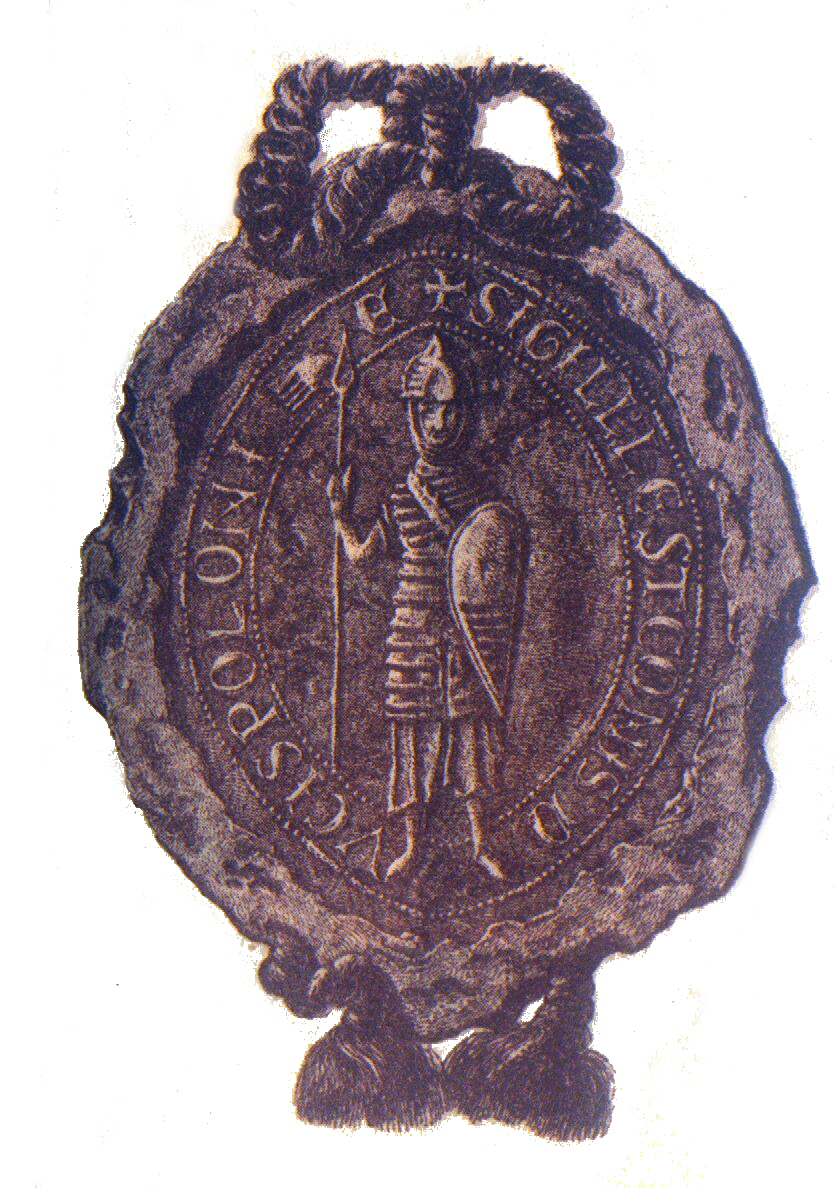
Печать Лешека Белого

Когда папа Иннокентий III потребовал от Лешека участия поляков в крестовом походе, Лешек ответил в длинном письме, что «ни его, ни любого уважающего себя польского рыцаря нельзя было уговорить отправиться в Святую землю, где, как им сообщили, не было вина, медовухи или даже пива».
Первоначально была предпринята попытка обратить пруссов мирным путем через специальные миссионерские центры, в которых язычники знакомились бы с идеями христианства. Однако в конце концов, не увидев особого прогресса, было решено, что следует предпринять военную экспедицию, которая состоялась в 1222 году. Однако вскоре все предприятие провалилось, особенно когда Святополк II отказался от участия в нем и предоставил убежище при своем дворе Владиславу Одоничу, который начал борьбу против своего дяди Владислава III.
Чтобы справиться с вызовом со стороны пруссов, польские князья решили создать «Рыцарскую гвардию» (пол. stróże rycerskie) для защиты своих границ, в которой должны были участвовать рыцари из всех польских земель. Но концепция рыцарской гвардии рухнула к 1224 году в результате поражения малопольских рыцарей, которые подверглись внезапному нападению пруссов. Поражению и резне в значительной степени способствовало трусливое поведение командующего гвардией, члена влиятельной семьи Грифичей, который был изгнан.
В 1225 году недовольные таким поворотом событий Грифичи составили заговор против Лешека и пригласили занять краковский трон Генриха I Бородатого, который по неизвестным причинам разорвал свой союз с Лешеком и, воспользовавшись его вовлеченностью в дела Киевской Руси, появился близ Кракова. Война между Лешеком и Генрихом I не состоялась только из-за нападения на Любушскую землю ландграфа Людвига IV Тюрингского, которое вынудило Генриха I отступить. Тем не менее, после этих событий возврат к прежнему союзу и тесному сотрудничеству, которые продолжались с 1217 по 1224 год, стал невозможен.

### Съезд в Гонзаве и гибель
В 1227 году резко осложнилось положение в Великой Польше. Союзник Лешека Владислав III Тонконогий потерпел поражение в войне с Владиславом Одоничем. Лешек был лично заинтересован в этом споре, поскольку он все еще оставался наследником бездетного Владислава III. В то же время, по неизвестной причине союзник Одонича Святополк II неожиданно нарушил существующий договор, захватил город Накло и провозгласил себя князем великопольским, так что Владислав Одонич тоже не мог быть уверен в победе. Поэтому неудивительно, что обе стороны великопольского конфликта стремились найти политическое решение. Другой проблемой, которую Лешек хотел решить, был вопрос об опасном независимом поведении померельского князя.

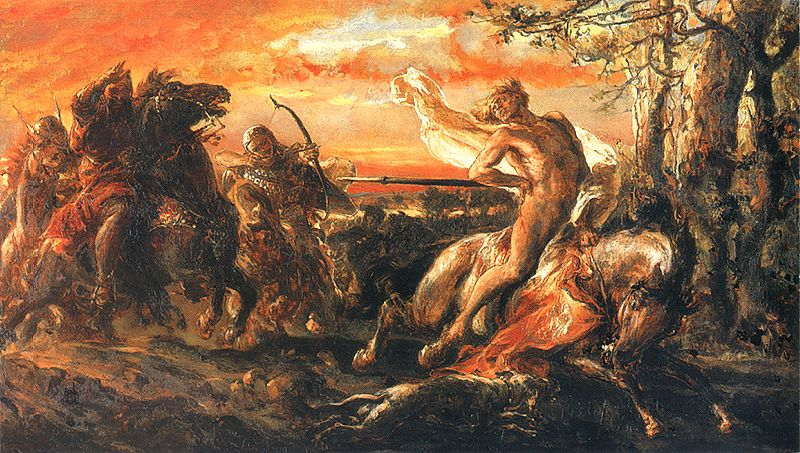
Ян Матейко. «Убийство Лешека Белого в Гонсаве»

С целью примирения двух Владиславов в день Святого Мартина (11 ноября) 1227 года был созван торжественный съезд пястских князей, высшего духовенства и знати в небольшом куявском городке Гонзава. Помимо главного инициатора съезда князя-принцепса Лешека Белого, присутствовали также его брат Конрад I Мазовецкий, Генрих I Бородатый, Владислав Одонич, весь епископат и многочисленные представители польских знатных семей. По неизвестным причинам Владислав III в Гонзаву не приехал, хотя считается, что его представляли архиепископ гнезненский Винцентий и епископ познанский Павел II. Никто не ожидал трагедии, которая произошла в ночь на 24 ноября: группа вооруженных людей напала на Лешека I Белого и Генриха I Бородатого, когда они находились в бане. Генрих I был серьезно ранен, но его жизнь спас его верный рыцарь Перегрин из Визенбурга, который прикрыл его своим телом. Голому Лешеку удалось сбежать на своей лошади в соседнюю деревню Марцинково, но убийцы догнали его и убили. 

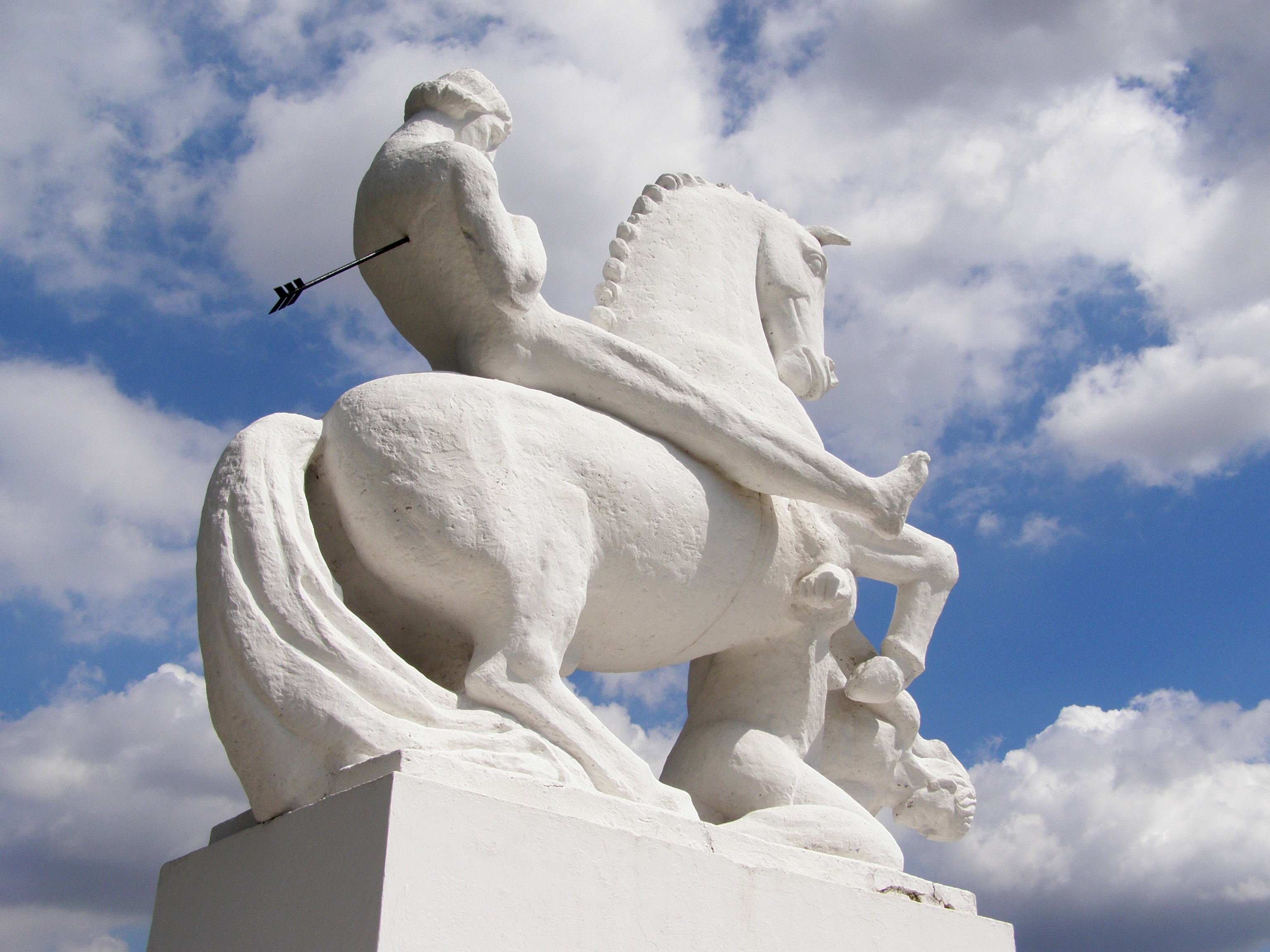
Памятник Лешеку Белому в Марцинково-Горне

Современные источники и более поздняя историография однозначно называют виновником преступления Святополка II. При этом некоторые историки полагали, что Владислав Одонич был сообщником, передававшим все планы и разговоры померанскому князю во время съезда. Существуют разные версии этих событий, но из-за нехватки ресурсов и двусмысленности однозначного толкования нет. Некоторые историки считают, что Владислав Тонконогий был причастен к смерти Лешека I, потому что именно он, а не Святополк II, извлек наибольшую выгоду из этого преступления. Это очень маловероятно, поскольку Владиславу позже была доверена опека над сыном Лешека, Болеславом, а его вдова Гремислава не отдала бы сына убийце своего мужа. Тело Лешека было перевезено в Краков и похоронено в Вавельском соборе 6 декабря 1227 года.
Смерть Лешека Белого коренным образом изменила политическую ситуацию в Польше. Несмотря на свое неспокойное правление, Лешек был общепризнанным князем-принцепсом Польши. После его гибели Святополк II объявил о независимости своего княжества от Польши. Сыну Лешека Болеславу на момент смерти отца был всего один год, и поэтому краковский трон стал предметом ожесточенного спора между братом Лешека Конрадом I и Владиславом III Тонконогим, который был его наследником в соответствии с договором о взаимном наследовании, заключенным в 1217 году.

## Брак и дети
В 1207 году Лешек Белый женился на Гремиславе. В отношении ее происхождения существует несколько версий. Согласно наиболее принятой, она является дочерью Ингваря Ярославича, князя луцкого и великого князя киевского . Есть также версии, что ее отцом является Александр Всеволодович, князь белзский или Ярослав Владимирович, князь новгородский. Современные исследования также выдвигают предположение, что Лешек Белый был женат дважды: сначала в 1207 или 1208 году на дочери князя Ингваря, имя которой неизвестно, а после того, как отослал ее, в 1210 или 1211 году, на Гремиславе, которая, возможно, была дочерью Ярослава Владимировича, князя Новгородского. От брака с Гремиславой у Лешека было двое детей:
- Саломея (1211/1212 – 1268), жена венгерского принца Коломана
- Болеслав V Стыдливый (1226 – 1279), князь-принцепс Польши в 1243–1279 годах

После появления в 1927 году исследования Николая Баумгартена . принято считать, что у Лешека Белого также была дочь Елена (? – 1265), ставшая второй женой князя Василько Романовича. Существование этой дочери признается не всеми историками.